# Algemeen Ziekenhuis Jan Portaels
Het Algemeen Ziekenhuis Jan Portaels (AZJP) is een ziekenhuis in Vilvoorde.
Het ziekenhuis bevindt zich aan de Gendarmeriestraat, langs het Zeekanaal ter hoogte van het centrum. Sinds 2011 zijn er plannen om een volledig nieuw ziekenhuis te bouwen aan de oostkant van het station Vilvoorde.

## Geschiedenis
Het AZ Jan Portaels, genoemd naar de 19e-eeuwse schilder Jan Portaels, ontstond op 1 januari 2002 door een fusie van het Van Helmontziekenhuis van het OCMW (huidige campus Zuid) en de Sint-Jozefkliniek van de CM Sint-Michielsbond (huidige campus Noord).
De oudst gekende vermelding van het gasthuis van Vilvoorde dateert van 1236. Op 2 december 1989 kreeg het de naam Van Helmont Ziekenhuis. 
De Sint-Jozefkliniek werd in 1932 opgericht door de zusters Augustinessen. Op 1 januari 1974 werd het bestuur en het beheer overgedragen aan de Sint- Michielsbond van de Christelijke Mutualiteiten.

## Samenwerking
In het kader van de ziekenhuishervorming onder minister van Volksgezondheid Maggie De Block richtten het Imeldaziekenhuis in Bonheiden, het AZ Sint-Maarten in Mechelen en het Heilig Hartziekenhuis in Lier in 2017 een netwerk op waarin de drie ziekenhuizen nauwer zullen samenwerken. Later werd ook het AZ Jan Portaels lid van dit netwerk, dat de naam Briant draagt.